# Peugeot Expert
Peugeot Expert — Минивэн/LCV французской компании Пежо. Выпускается с 1995 года. За период с 1995 до 2007 года с конвейера концерна Peugeot сошло более 300 000 экземпляров этой модели.

## Первое поколение

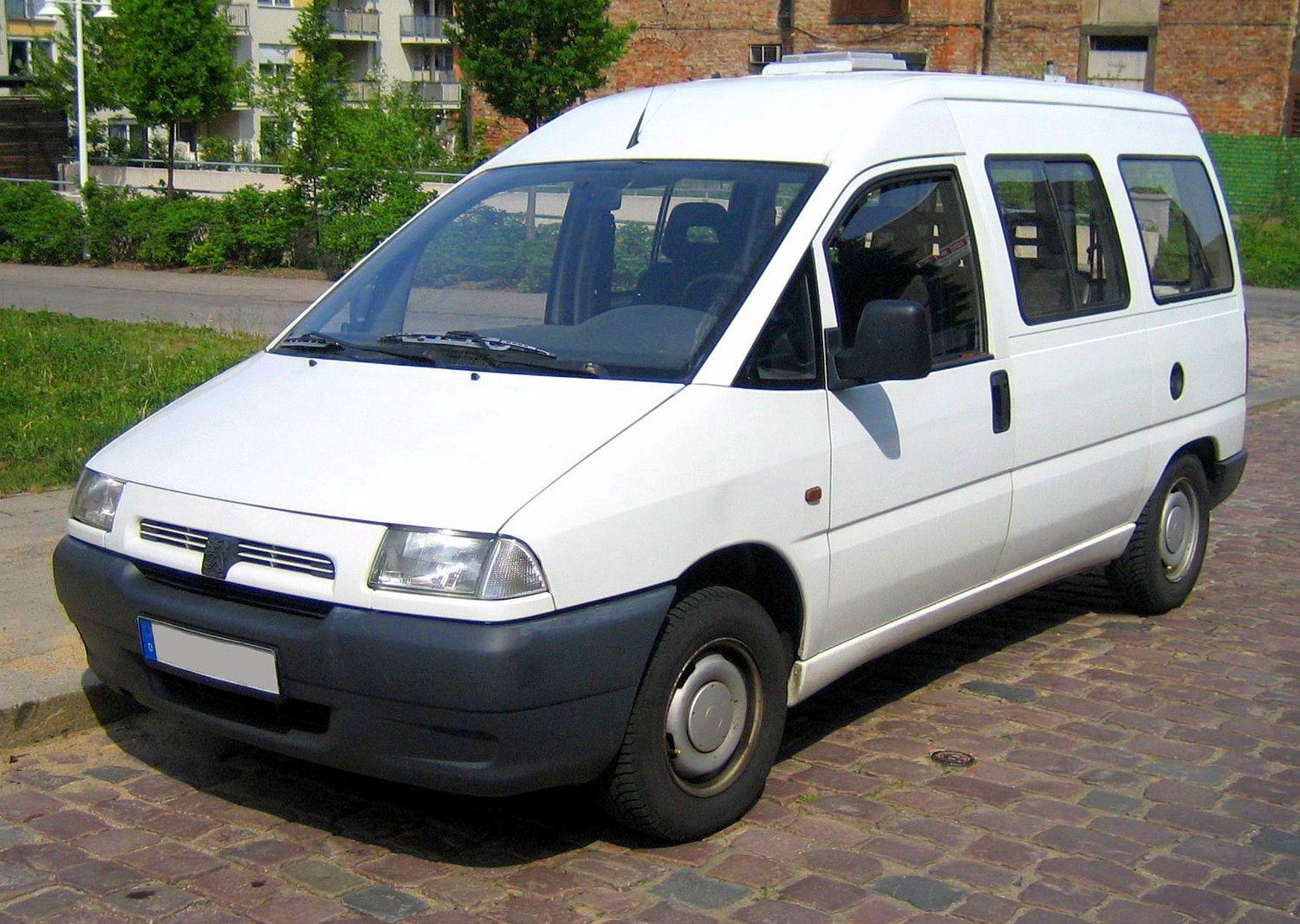
Expert первого поколения

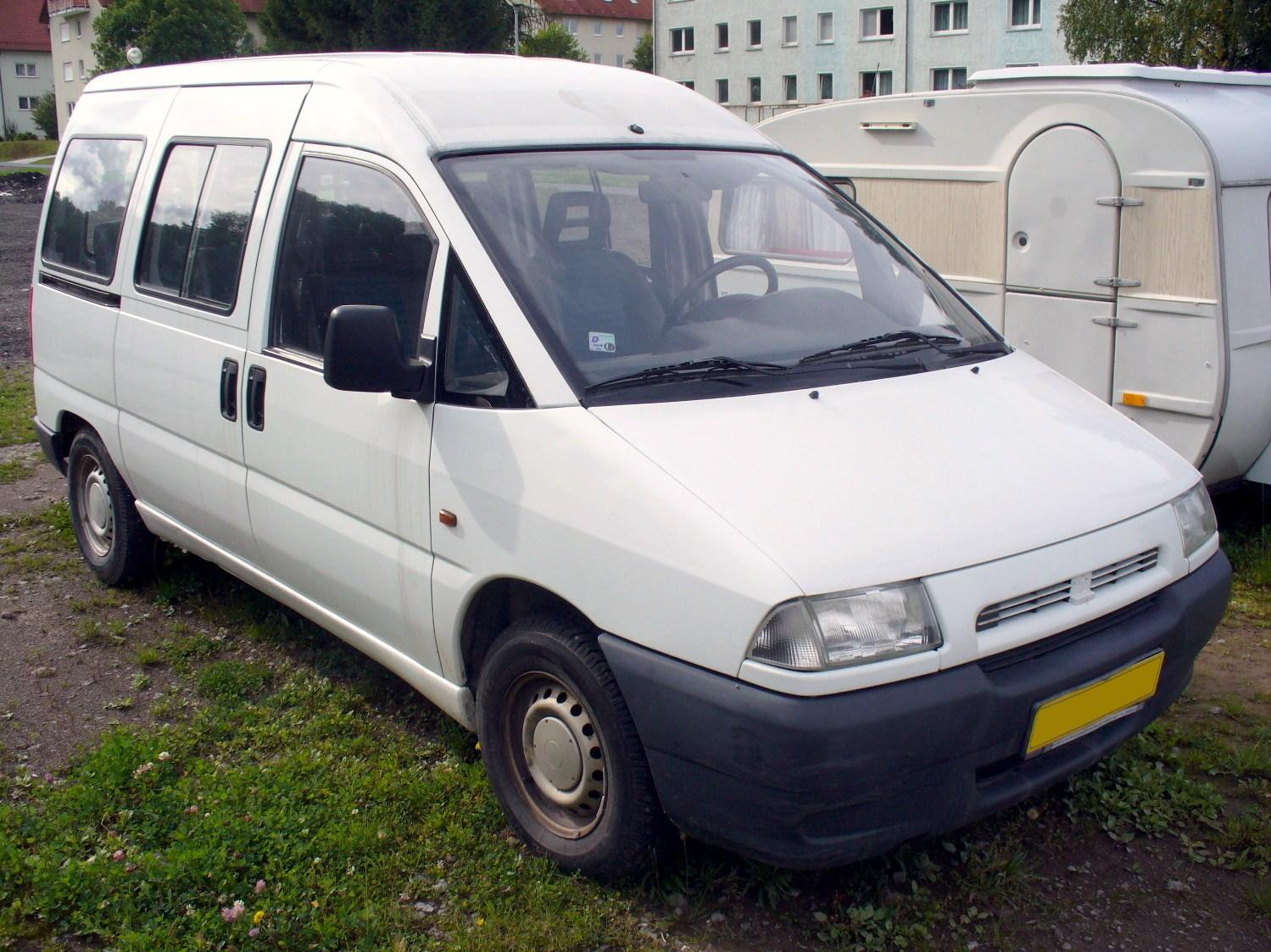
Fiat Scudo первого поколения

Первое поколение Expert начали серийно выпускать в 1995 году на совместном предприятии Sevel Nord во Франции вместе с конструктивными аналогами. По размеру Expert больше Fiat Doblo и меньше чем Fiat Ducato. Базовая пассажирская модификация Combinato часто использовалась в такси.

## Второе поколение
Peugeot Expert завоевал престижный титул International Van of the Year 2008. Церемония награждения прошла в рамках Европейской Выставки Дорожного Транспорта в Амстердаме 25 октября 2007 года.
Этот титул ежегодно присуждается начиная с 1992 года авторитетным жюри из экспертов, представляющих 20 европейских стран.
Новый фургон разработанный концерном PSA Peugeot Citroen, набрал наибольшее количество балов с огромным отрывом от 4-х ближайших претендентов на титул.
Peugeot Expert был особенно высоко оценен жюри за высокий уровень комфорта независимо от комплектации, маневренность, возможность установки пневматической подвески и экономичность двигателя.
Престижной награды новый Peugeot Expert удостоен также благодаря высокому уровню активной и пассивной безопасности, а также тому, что предоставляет покупателям широкий выбор между возможными модификациями:
1. доступны 2 высоты фургона
2. доступны 2 колесных базы
3. грузовой отсек объёмом 5, 6 или 7 м³
4. грузоподъемность от 1000 до 1200 кг и т. д.

Этой же награды удостоены и Citroen Jumpy с Fiat Scudo, выпускаемые на одной общей платформе с Peugeot Expert.

### Безопасность
Автомобиль прошел тест Euro NCAP в 2012 году:
| Euro NCAP                                                           | Euro NCAP | Euro NCAP | Euro NCAP             |
| ------------------------------------------------------------------- | --------- | --------- | --------------------- |
| · общий рейтинг                                                     |           |           |                       |
| 59%                                                                 | 86%       | 26%       | 26%                   |
| взрослый пассажир                                                   | ребёнок   | пешеход   | активная безопасность |
| Протестированная модель: Fiat Scudo 2,0 дизель ,«Combi», LHD (2012) |           |           |                       |

## Третье поколение

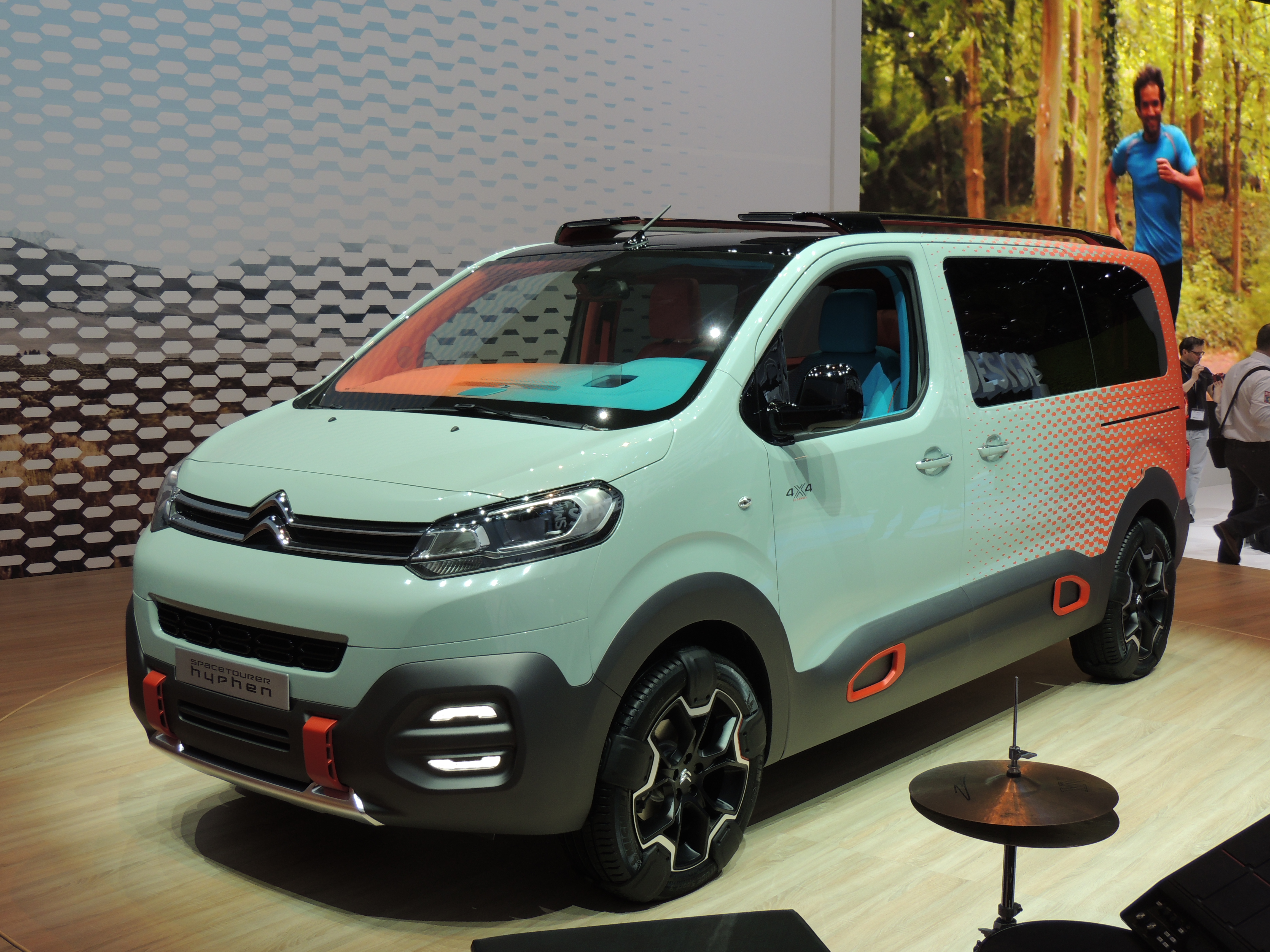
Citroën Spacetourer

Выпускается во Франции с осени 2016 года, продажи автомобиля в России начались в 2017 году. Три основных типоразмера — L1 (укороченная база), L2 — стандартная база и L3 (удлиненная база). Линейка моторов невелика — турбированные дизельные моторы:
- объёмом 1,6 (90 л. с.) с механической 5-ступенчатой коробкой;
- объёмом 2,0 (150 л. с.) с механической 6-ступенчатой коробкой или 6-ступенчатым автоматом.

Пассажирская версия Peugeot Expert называется Traveller. Аналогичный фургон предлагается под маркой Citroen Jumpy.

### Безопасность
| Euro NCAP                                                                    | Euro NCAP | Euro NCAP | Euro NCAP             |
| ---------------------------------------------------------------------------- | --------- | --------- | --------------------- |
| · общий рейтинг                                                              |           |           |                       |
| 87%                                                                          | 91%       | 64%       | 78%                   |
| взрослый пассажир                                                            | ребёнок   | пешеход   | активная безопасность |
| Протестированная модель: Peugeot Traveller 2.0 diesel, 'Navette', LHD (2015) |           |           |                       |